# آبي لان
آبي لان (بالإنجليزية: Abbe Lane)‏ هي مغنية وممثلة أمريكية، ولدت في 14 ديسمبر 1932 في بروكلين في الولايات المتحدة.

## وصلات خارجية
- آبي لان على موقع IMDb (الإنجليزية)
- آبي لان على موقع ألو سيني (الفرنسية)
- آبي لان على موقع ميوزك برينز (الإنجليزية)
- آبي لان على موقع أول موفي (الإنجليزية)
- آبي لان على موقع قاعدة بيانات برودواي على الإنترنت (الإنجليزية)
- آبي لان على موقع قاعدة بيانات برودواي على الإنترنت (الإنجليزية)
- آبي لان على موقع قاعدة بيانات الأفلام السويدية (السويدية)
- آبي لان على موقع ديسكوغز (الإنجليزية)
- آبي لان على موقع قاعدة بيانات الفيلم (الإنجليزية)
- آبي لان على موقع كينوبويسك (الروسية)